# Cascades Boti
Les cascades Boti són unes cascades bessones situades a Boti, a Manya Krobo, a la regió oriental de Ghana.
Aquestes cascades bessones es denominen «dona» i «home».

## Localització
Es troba a 17 km al nord-est de Koforidua, la capital de la regió oriental. És a poc més de 30 minuts amb cotxe de Koforidua i més de 90 minuts d'Accra segons els mitjans de transport.